# Велики пегави киви
Велики пегави киви (лат. Apteryx haastii) је врста птице из реда нојевки. Ендем је Новог Зеланда. Живи у рупама које сам копа на снежним врховима планинских шума, алпских и субалпских подручја на северозападу Новог Зеланда.

## Опис
Највећи је од свих врста кивија. Тело му је крушколиког облика с малом главом, кратким вратом и дугачким танким кљуном прилагођеним за хватање инсеката и других ситних животиња. Основица кљуна је окружена длакастим перјем које личи на мачје бркове. За проналажење хране више користи добро развијено чуло њуха него чуло вида. Очи су му доста малене, па због тога му вид није баш најразвијенији. Осим свега тога и чуло слуха је код ове птице добро развијено.
Перје је изузетно мекано, длакасто и више наликује на крзно глодара, него на птичје перје. Шарено је тако да је у основи сива боја прошарана тамно до светлосмеђом бојом. Има снажне ноге са 4 прста, три окренута према напред а један према назад. На њима су канџе које се користе за напад и одбрану. Добар је у трчању.
Полни диморфизам доста је изражен. Мужјак је просечно висок 45 центиметара, а женка 50 центиметара. Дужина кљуна варира између 9 и 12 центиметара. Код мужјака тежина варира између 1.2 и 2.6 килограма, а код женки 1.5 и 3.3 килограма.
Животни век великог пегавог кивија обично је петнаестак година. Од осталих птица, осим по неспособности за лет, разликује се по томе што му је телесна температура сличнија температури човекова тела (мало виша од ње), него птичјег. Осим тога, кости су му тешке и испуњене коштаном сржи, за разлику од птица које лете.

## Понашање
На 1 км² најгушће насељеним делова шума могуће је наћи 4- 5 ових кивија, који су изразито територијалног понашања. Уобичајено, то је област од 25 ха. Изузетно су агресивни, а посебно мужјаци када морају бранити своју територију. Бори се ногама које представљају опасно оружје за борбу до смрти. Међутим, борбе између кивија које доводе до повреда или смрти, изузетно су ретке. Територија ретко мења "власника", осим у случају када мужјак угине или буде осакаћен, неспособан да брани територију.
Копа рупе у земљи неколико недеља пре него почне користити их, што омогућава да се у њима развију маховине, чиме се постиже одлична камуфлажа. Прави до стотину различитих гнезда у границама своје територије и обично сваког дана користи друго. Гнезда не напушта током дана осим ако, због опасности, на то није присиљен. Ноћу излази из свог склоништа и врло је активан у потрази за храном.

Полази у лов око пола сата после заласка сунца. Храни се инсектима, пужевима, пауцима, раковима, опалим воћем и плодовима. Храну проналази осетљивим кљуном којим куцка и њушка по тлу док тихо хода кроз раслиње. За лов инсеката који живе у земљи, такође, користи кљун који забада дубоко у тло и помиче га напред-назад.

## Размножавање
Велики пегави киви је искључиво моногамна птица. Најчешће један пар проведе барем 2-3 сезоне гнежђења, а понекад остану и читав живот заједно. Парење се одвија у касну јесен. Ношење јаја врло је исцрпљуће за женку, зато што су јаја јако крупна, достижу 1/4 од њихове укупне телесне масе. Женке пет месеци пре парења нагомилавају масноће које ће користити за време док носе јаје, које заузима толико простора унутар тела да оне не могу узимати храну. Кретање им је у том временском раздобљу такође доста ограничено. Из тог разлога женке полажу само једно јаје годишње, по чему се разликују од осталих кивија, нпр. од обичног кивија, чија женка носи и до 6 јаја годишње.
Када положи јаје женка је углавном обавила своју улогу у томе, а даљу бригу преузимају мужјаци. Одговорни су за инкубацију јаја која напуштају само ради лова неколико сати током ноћи. За то време женка чува јаје. Између 75 до 85 дана птић почиње пробијати љуску јајета. Потребно му је 2 до 3 дана док се из ње потпуно не извуче. Младунци потпуно наликују родитељима, изгледају као минијатурни одрасли. За првих 6 недеља живота кратко време су активни и дању, да би после тога постали искључиво ноћне животиње. Беспомоћни су док не достигну тежину од 1,75 кг, што се догађа отприлике за 17-20 недеља, а пре тога их убијају грабљивице. Расту све до шесте године живота. Полну зрелост женке достижу са две године, а мужјаци с 14 месеци. За разлику од многих других птица код женки функционишу оба јајника.